# Mr. Big
Mr. Big — американський рок-гурт, утворений в 1988 році в Лос-Анджелесі, Каліфорнія.

## Історія
У 1988 році бас-гітарист Біллі Шиген покинув гурт Девіда Лі Рота і задумався над власним проєктом. Команда у складі вокаліста Еріка Мартіна, гітариста-віртуоза Пола Ґілберта і барабанщика Пета Торпі в 1989 році підписала контракт зі звукозаписним лейблом Atlantic і записала дебютний альбом. Але популярність прийшла до них з випуском другого альбому — Lean Into It в 1991 році. Величезну популярність гурт отримав не в США, де до того часу хард-рок перестав бути популярним, а в Японії. Там музиканти записали кілька концертних альбомів.
Пол Ґілберт залишив гурт в 1997, щоб продовжити соло-кар'єру в гурті Racer X, і в склад гурту був запрошений гітарист Річі Котцен. З новим гітаристом гурт записав ще два альбоми. Крім гри на гітарі, Річі Котцен виконував кілька пісень як вокаліст.
Напружені відносини між членами гурту призвели до його розпаду у 2002 році. У 2009 році відбулося возз'єднання в оригінальному складі та концертний тур по Японії в червні 2009 року.

## Склад

### Поточний склад
- Ерік Мартін — вокал (1988—2002, 2009—наші дні)

- Біллі Шиген — бас-гітара, бек-вокал (1988—2002, 2009—наші дні)
- Пол Ґілберт — гітара, бек-вокал (1988—1997, 2009—наші дні)

### Сесійні музиканти
- Метт Старр — ударні, бек-вокал (2014—наші дні)

### Колишні учасники
- Пет Торпі — ударні, бек-вокал (1988—2002, 2009—2014, помер)
- Річі Котцен — гітара, бек-вокал (1999—2002)

## Дискографія

### Студійні альбоми
- Mr. Big (1989)
- Lean Into It (1991)
- Bump Ahead (1993)
- Hey Man (1996)
- Get Over It (2000)
- Actual Size (2001)
- What If.. (2011)
- …The Stories We Could Tell (2014)
- Defying Gravity (2017)

### Концертні альбоми
- Raw Like Sushi (1990)
- Mr. Big Live (Live in San Francisco) (1992)
- Raw Like Sushi II (1992)
- Japandemonium: Raw Like Sushi 3 (1994)
- Channel V at the Hard Rock Live (1996)
- Live at Budokan (1997)
- In Japan (2002)
- Back to Budokan (2009)

### Сингли
- Addicted to That Rush (1989) (Mainstream Rock Tracks #39)
- Green-Tinted Sixties Mind (1991) (Mainstream Rock Tracks #33)
- To Be with You (1992) (The Billboard Hot 100 #1 (3 weeks), Mainstream Rock Tracks #19, Adult Contemporary #11)
- Just Take My Heart (1992) (The Billboard Hot 100 #16, Mainstream Rock Tracks #18)
- Wild World (1993) (The Billboard Hot 100 #27, Mainstream Rock Tracks #33, Top 40 Mainstream #12)
- Ain't Seen Love Like That (1994) (The Billboard Hot 100 #83)
- Take Cover (1996)
- Not One Night (1997)
- Superfantastic (2000)
- Static (2000)
- Where They Are Now (2000)
- Shine (2001)
- Arrow (2001)
- Undertow (2010)

### Збірники
- Big Bigger Biggest: Greatest Hits (1996)
- Deep Cuts (2000)
- Greatest Hits (2004)